# Dalby (Öland)
Dalby is een gehucht op het eiland Öland. Het heeft twee woonkernen Lilla Dalby en Stora Dalby. Het had voor 1960 een halteplaats aan de noordelijke tak van de Ölandspoorlijn, genaamd Dalbyro Hpl. Het behoort tot de gemeente Borgholm.